# Kurt Floericke

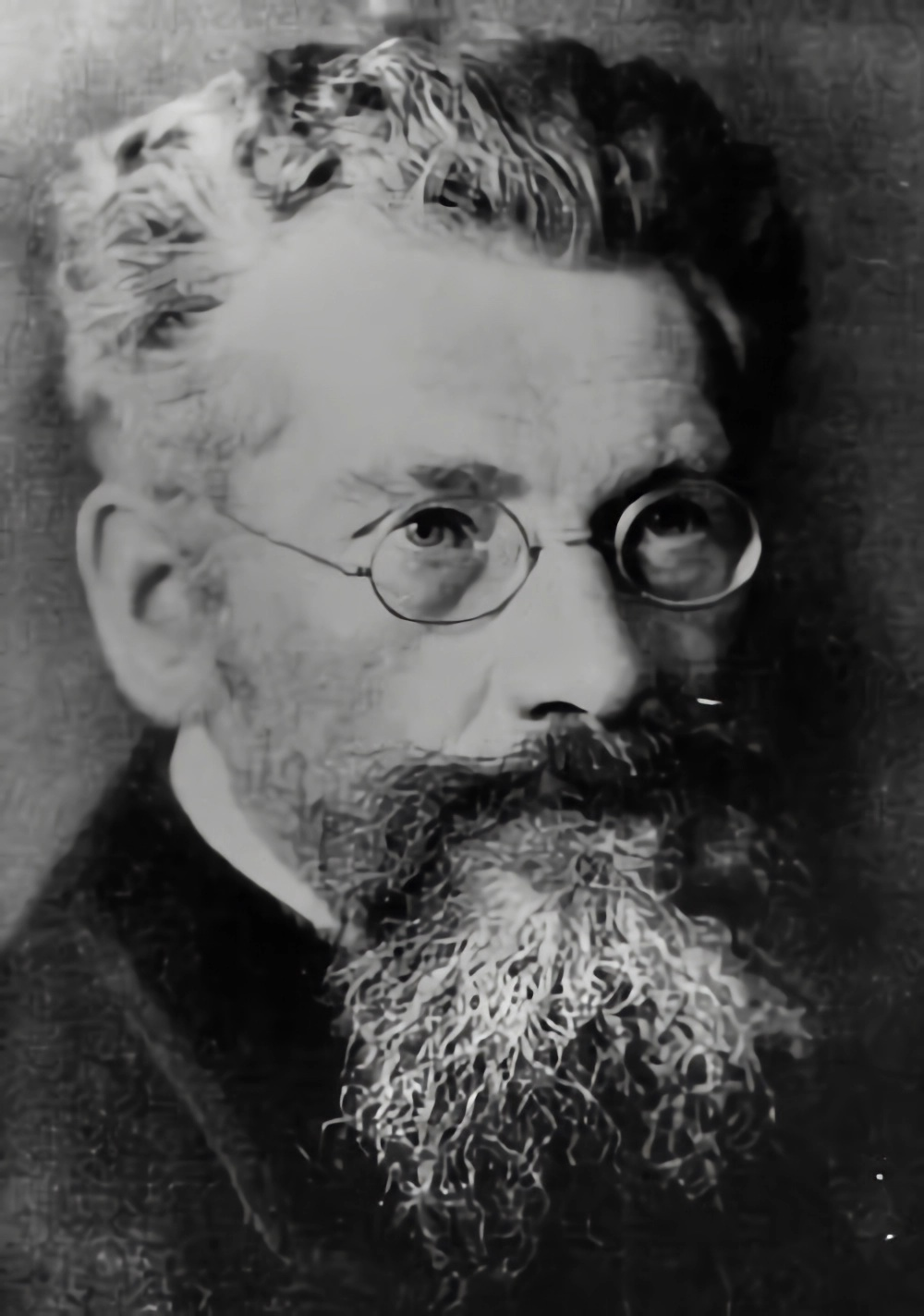
Kurt Flöricke, um 1915

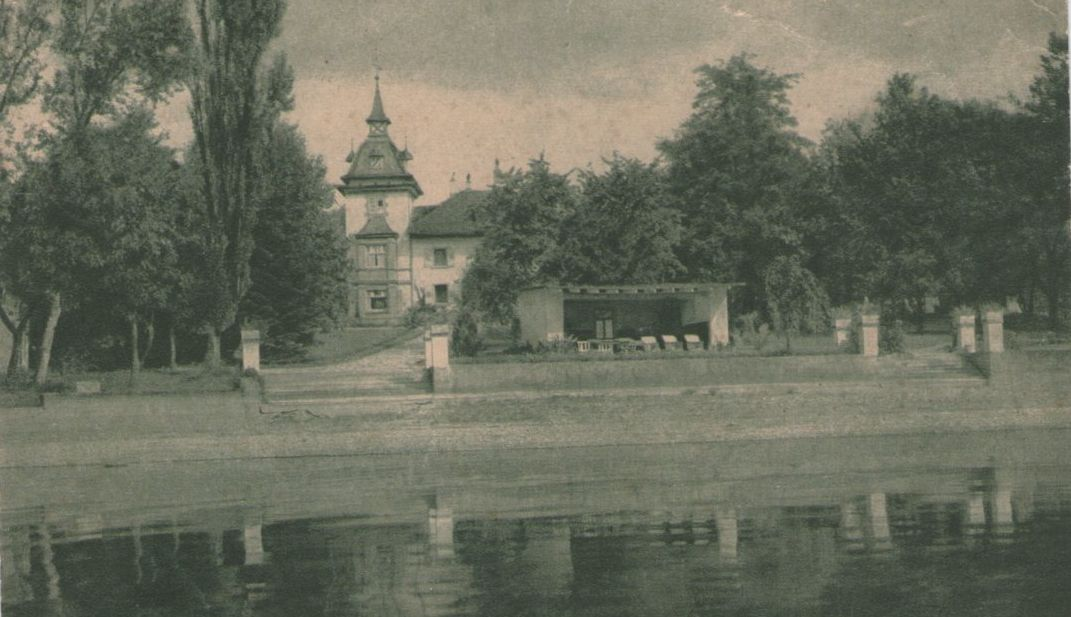
Scheffelschlösschen, Radolfzell. Zeitgenössische Ansichtskarte vom Ort der späteren Süddeutschen Vogelwarte, gelaufen 1928.

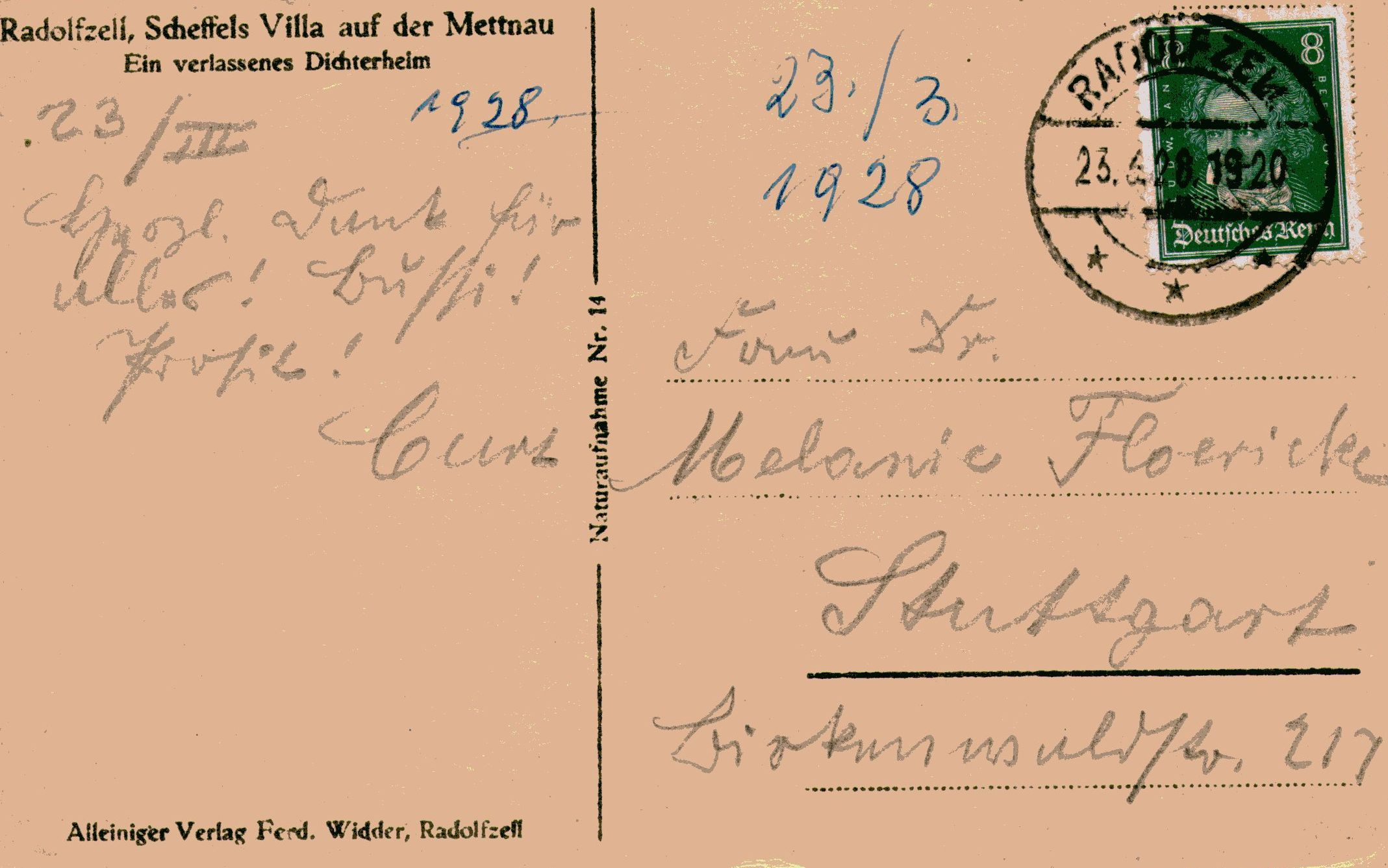
Schriftseite der obigen Karte: Kurt Floericke schreibt am 23. März 1928, seinem 59. Geburtstag, an seine Frau Melanie Floericke in Stuttgart.

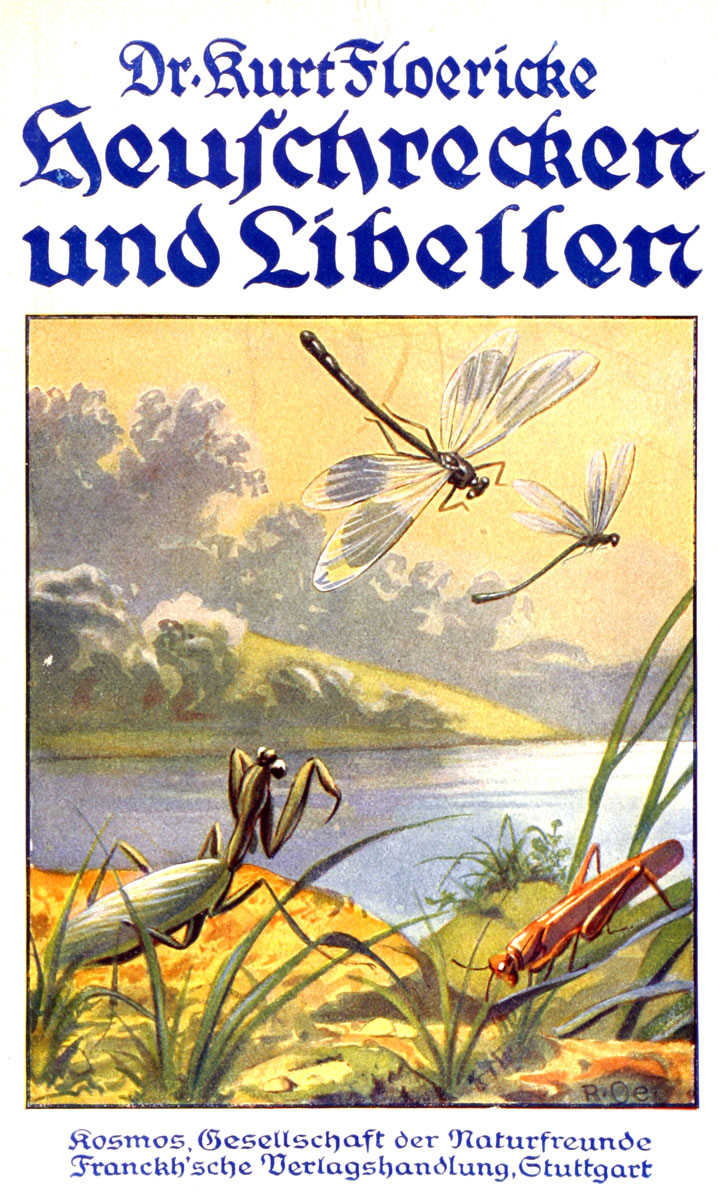
Vorderseite des Büchleins „Heuschrecken und Libellen“ (1922)

Kurt Ehrenreich Floericke (* 23. März 1869 in Zeitz; † 29. Oktober 1934 in Stuttgart) war ein deutscher Naturwissenschaftler, Ornithologe und Verfasser zahlreicher populärwissenschaftlicher Darstellungen. Andere Schreibungen sind Curt statt Kurt oder Flöricke statt Floericke.

## Biografie
Kurt Floericke wurde am 23. März 1869 in Zeitz geboren. Ab 1889 studierte er Naturwissenschaften in Breslau und Marburg. 1893 wurde er an der Universität Marburg mit der Arbeit Versuch einer Avifauna Schlesiens promoviert. Floericke gründete noch im selben Jahr den „Verein vergnügter Vogelfreunde“ (V.v.V.) in Rossitten auf der Kurischen Nehrung. Im Kreise dieser Vereinigung kam auch erstmals der Gedanke auf, dort eine ornithologische Station einzurichten. Nach ersten Reisen, die ihn nach Bosnien, Bulgarien, Zypern, Kleinasien und Palästina führten, hatte Floericke von 1894 bis Frühjahr 1897 seinen festen Wohnsitz in Rossitten.
Bereits 1896 besuchte Johannes Thienemann erstmals die Kurische Nehrung. 1901 gründete dieser im Auftrag der Deutschen Ornithologischen Gesellschaft in Rossitten eine Vogelwarte und wurde auch ihr erster wissenschaftlicher Leiter. Floericke verließ daraufhin Rossitten und unternahm in den folgenden Jahren ausgedehnte Forschungsreisen nach Ost- und Südosteuropa, Nordafrika, in den Mittleren Osten und nach Südamerika.
1897/98 war er Assistent an der ornithologischen Zentrale in Budapest. 1902 ließ er sich als Schriftsteller in Wien nieder. Sein finanzielles Auskommen war gesichert, als er in die Redaktion der KOSMOS-Zeitschrift eintrat.
Floericke beschrieb 1903 die für die Wissenschaft neue Mäusebussardunterart (Buteo buteo insularum).
Floericke initiierte in Radolfzell am Bodensee die Gründung der privaten Süddeutschen Vogelwarte e. V. (1928–1938), die erste binnenländische Vogelwarte Deutschlands, die am 13. Oktober 1928 erfolgte und deren wissenschaftlicher Leiter er bis 1931 blieb. Neben seiner nun öffentlich zugänglichen ornithologischen Sammlung mit rund 6500 Vogelbälgen und 4500 Vogeleiern richtete Floericke im Scheffelschlösschen auf der Mettnau eine Beobachtungs- und Beringungsstation ein.
Er gehörte als Freimaurer der humanitären Großloge „Freimaurerbund zur aufgehenden Sonne“ an und leitete dort von 1908 bis 1922 die Herausgabe der Zeitschrift „Sonnenstrahlen“.
Floericke starb an der Malaria, die er sich bei seinen Forschungsreisen zugezogen hatte. Sein Grab auf dem Stuttgarter Pragfriedhof existiert heute noch.

## Dedikationsnamen
Wilhelm Kobelt ehrte ihn 1898 in Euomphalia ? floerickei, heute ein Synonym für die Laubschneckenart Trichia erjaveci (Brusina, 1870).

## Ehrungen
- Dr. Curt-Floericke-Turm in Radolfzell (seit 1945), vormals Dr. Ludwig-Finckh-Turm, 1950 umbenannt in Mettnau-Turm; zu ihm führt heute der Floericke-Weg
- Floerickestraße in Bremen-Vegesack
- Kurt-Floericke-Straße in München-Lochhausen
- Dr.-Kurt-Floericke-Promenade und Denkmalstein „Verdiente Zeitzer Bürger“ (Karte) in Zeitz

## Publikationen (Auswahl)
Floericke veröffentlichte zahllose Werke und kleine Bändchen sowie rund 800 Aufsätze und kleinere Mitteilungen in Zeitschriften. Er folgte seinem Vorbild Alfred Brehm und dem Muster seines Brehm’s Tierleben. Dabei schloss er aus dem Verhalten der Tiere auf menschliche Eigenschaften. Floericke konnte mit seinen populärwissenschaftlichen Beiträgen viele Menschen für die Natur begeistern.
Während des Ersten Weltkrieges betätigte sich Floericke auch als Militärschriftsteller, der mit nationalem Eifer die Feldzüge der Mittelmächte und die Schlachten auf den Kriegsschauplätzen im Osten schilderte.
- Versuch einer Avifauna der Provinz Schlesien (Dissertation). Universitäts-Buchdruckerei C. L. Pfeil,, Marburg 1892, S. 15.
- Ein aussterbender Raubritter. In: Freie Stimmen. Deutsche Kärntner Landes-Zeitung / Freie Stimmen. Süddeutsch-alpenländisches Tagblatt. Deutsche Kärntner Landeszeitung, 10. August 1910, S. 1 (online bei ANNO). (Über den Bartgeier.)
- Die Masurenschlachten. [Gegen die Moskowiter. I. Halbband.] Franckh’sche Verlagshandlung, Stuttgart 1916.
- Das Ringen um Galizien. Lemberg - Limanowa - Przemysl. [Gegen die Moskowiter. II. Halbband.] Franckh’sche Verlagshandlung, Stuttgart 1916.
- Gegen Lodz und Warschau. [Gegen die Moskowiter. III. Halbband]. Franckh’sche Verlagshandlung, Stuttgart 1916.
- Heuschrecken und Libellen, Kosmos, Gesellschaft der Naturfreunde, Franckh’sche Verlagshandlung, 6. Auflage, Stuttgart 1922.
- Käfervolk, Kosmos, Gesellschaft der Naturfreunde, Franckh’sche Verlagshandlung, Stuttgart 1924.
- Wundertiere des Meeres, Kosmos, Gesellschaft der Naturfreunde, Franckh’sche Verlagshandlung, Stuttgart 1925.
- Bemerkungen über portugiesische Vögel. In: Mitteilungen über die Vogelwelt. Band 25, 1926, ZDB-ID 342698-1, S. 12–17.
- Bemerkungen über portugiesische Vögel. In: Mitteilungen über die Vogelwelt. Band 25, 1926, ZDB-ID 342698-1, S. 37–44.
- Bemerkungen über portugiesische Vögel. In: Mitteilungen über die Vogelwelt. Band 25, 1926, ZDB-ID 342698-1, S. 72–78.
- Bemerkungen über portugiesische Vögel. In: Mitteilungen über die Vogelwelt. Band 25, 1926, ZDB-ID 342698-1, S. 467.
- Schnecken und Muscheln. Stuttgart 1920.
- Kurt Floericke: Aussterbende Tiere. Kosmos-Bändchen. Franckh’sche Verlagsbuchhandlung, Stuttgart 1927.
- Kurt Floericke: Vögel auf der Reise. Kosmos-Bändchen. Franckh’sche Verlagsbuchhandlung, Stuttgart 1928.
- Tiervater Brehm – Seine Forschungsreisen – Ein Gedenkblatt zum 100. Geburtstag. Franck’sche Verlagsbuchhandlung, Stuttgart 1929. sowie neu aufgelegt 2012 als Nachdruck der Originalausgabe mit ISBN 978-3-86347-316-7.
- Kurt Floericke: Wisent und Elch Zwei urige Recken, Kosmos, Gesellschaft der Naturfreunde, Stuttgart 1930.[6]
- Nagetiere bei uns und draußen. Franckh, Stuttgart 1932, Hrsg. und kritisch kommentiert von Jan Neersö. Grosskonzern – der kleine Verlag, Berlin 2010, ISBN 3-941934-01-5.[7]

Auch ein Anfang der 1920er Jahre bei dem bekannten Spielehersteller Spear erschienenes „Tier-Quartett“ mit Abbildungen heimischer Tiere hatte er bearbeitet.

## Literatur

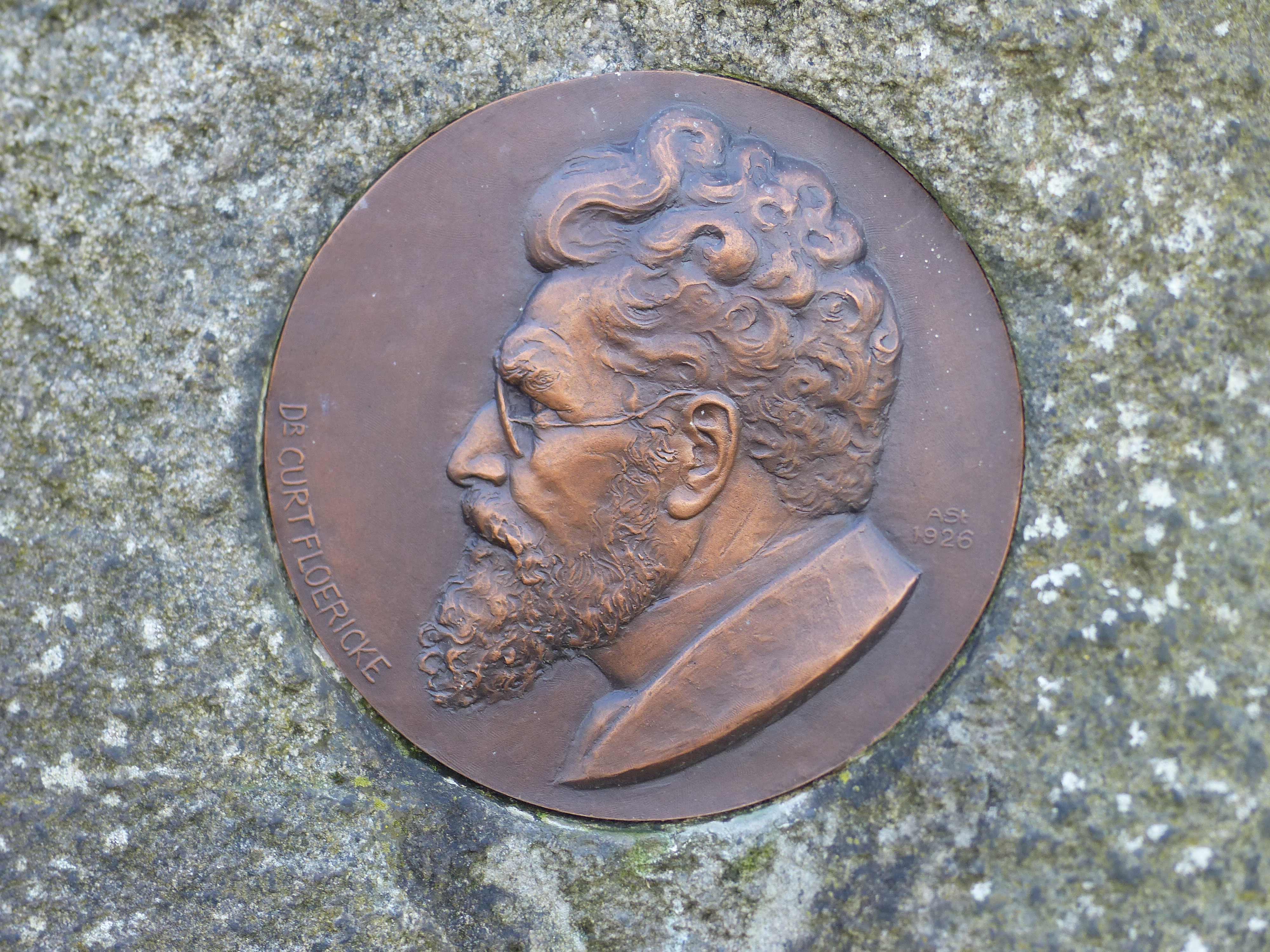
Grabstein auf dem Stuttgarter Pragfriedhof